# Bob Log III
Bob Log III, né le 21 novembre 1969 , est un chanteur et guitariste américain de punk blues lo-fi. Né à Chicago (Illinois), il vit à Tucson (Arizona). Membre du duo Doo Rag au début des années 1990, il se produit seul depuis 1998. Véritable homme-orchestre, il joue simultanément de la guitare slide et des percussions sur scène.

## Discographie

### Albums
- School Bus (1998) (Fat Possum)
- Trike (1999) (Fat Possum)
- Live!!! Aloha from Japan (2000) (Bloat Records)
- Log Bomb (2003) (Fat Possum Records)
- My Shit is Perfect (2009) (Birdman, Voodoo Rhythm, Bloat Records)

### Singles
- Daddy Log's Drive In Candy Hoppin Car Babes' (Sympathy for the Record Industry)
- I Want Your Shit On My Leg' (Dropkick)
- Bubble Strut' (Dropkick)
- Bump Pow! Bump Bump Bump Pow! Bump Pow! Bump Bump Bump, Baby! (Munster)

### Compilation
- Hiram & Huddie Disc 1 - A Tribute to Hank Williams Sr (2009) (Hillgrass Bluebilly Records)

## Référence
- (en) Cet article est partiellement ou en totalité issu de l’article de Wikipédia en anglais intitulé « Bob Log III » (voir la liste des auteurs).